# Sceloporus grammicus
Sceloporus grammicus és una espècie de sauròpsid (rèptil) escatós de la família Phrynosomatidae de Mèxic i el sud dels Estats Units. Es coneix amb els noms comuns de l'huizache o sargantana del mezquite, entre d'altres.

## Hàbits
La seva dieta consisteix principalment d'artròpodes (coleòpters, himenòpters, dípters, lepidòpters, aràcnids, hemípters, homòpters) i material d'origen vegetal. Són d'hàbits diürns i generalment saxícoles (és freqüent trobar-los sobre les roques), encara que també es troben damunt d'arbres i a terra. La seva reproducció és vivípara i la gestació dura al voltant de 8 mesos.

## Distribució
Àrees temperades de Mèxic, es troba gairebé en tots els estats, menys en el sud-aquest i estats del nord com Sinaloa i Baixa Califòrnia Sud. També es distribueix en el sud dels Estats Units. Es poden trobar en els arbres, roques, troncs. Molt comuns en zones urbanes.

## Subespècies
Hi ha quatre subespècies reconegudes de S. grammicus:
- Sceloporus grammicus disparilis Stejneger 1916
- Sceloporus grammicus microlepidotus (Wiegmann, 1834)
- Sceloporus grammicus grammicus (Wiegmann, 1828)
- Sceloporus grammicus tamaulipensis (Sites & Dixon, 1981)